# Linia kolejowa nr 707
Linia kolejowa nr 707 – obecnie (2025) nieczynna, zelektryfikowana, drugorzędna, jednotorowa linia kolejowa łącząca stację techniczną Katowice Muchowiec (rejon KMB) z posterunkiem odgałęźnym Staszic.
Planowane jest przeprowadzenie studium badającego możliwość przystosowania niektórych stacji do obsługi pociągów towarowych, w tym Katowic Muchowca.